# Беляшин, Василий Васильевич
Василий Васильевич Беляшин (8 (20) сентября 1874, Виленская губерния, Российская империя — 8 мая 1929, Ленинград, РСФСР) — российский художник, график, живописец Серебряного века.

## Биография
С 1893 по 1901 год учился в Московском училище живописи, ваяния и зодчества (в мастерской В. А. Серова). В 1901 за этюд был награждён малой серебряной медалью и получил звание неклассного (свободного) художника.
С 1901 по 1906 год учился в Высшем художественном училище при Императорской Академии художеств (мастерские В. В. Матэ и И. Е. Репина). 1 ноября 1906 года за рисунок и офорт был удостоен звания художника и получил право на стипендиатскую поездку за границу.
В 1907 году путешествовал по Европе как стипендиат Императорской Академии художеств, а после возвращения жил в Санкт-Петербурге, где работал как портретист, пейзажист, занимался офортом, выполнил серию автопортретов.

## Творчество

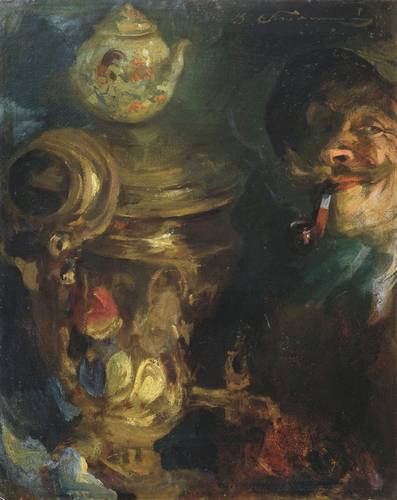
Автопортрет, 1920-е

Принимал участие в Весенних выставках в залах ИАХ (1903, 1905, 1907—1911, 1916—1918), выставках Товарищества художников (1916), Общины художников (1917), АХРР (1926), Общества художников им. А. И. Куинджи (1927) и других.
Как иллюстратор сотрудничал с журналами «Новое время» (Санкт-Петербург, 1906), «Вершины» (Петроград, 1916), «Журнал журналов» (Петроград, 1916).

## Музейные коллекции
Картины художника представлены в ряде музейных собраний.
- Государственной Третьяковской галерее,
- Государственном Русском музее,
- Днепропетровском художественном музее,
- Музее-квартире И. И. Бродского,
- Бердянском художественном музее